# Lista över fornlämningar i Jönköpings kommun (Bottnaryd)
Lista över fornlämningar i Jönköpings kommun (Bottnaryd) är en förteckning av ett urval av de fornlämningar som finns i Bottnaryd i Jönköpings kommun.
| Namn                          | Lämningstyp                 | Tillkomsttid | Historisk indelning | Plats | Läge                 | ID-nr          | Bild                                 |
| ----------------------------- | --------------------------- | ------------ | ------------------- | ----- | -------------------- | -------------- | ------------------------------------ |
| Klosterbacken (Bottnaryd 1:1) | Stensättning                |              | Bottnaryd, Småland  |       | 57.770041, 13.850679 | 10057200010001 | Ladda upp en bild av detta fornminne |
| Bottnaryd 3:1                 | Stenkrets                   |              | Bottnaryd, Småland  |       | 57.777152, 13.857308 | 10057200030001 | Ladda upp en bild av detta fornminne |
| Bottnaryd 3:2                 | Stenkrets                   |              | Bottnaryd, Småland  |       | 57.777152, 13.857308 | 10057200030002 | Ladda upp en bild av detta fornminne |
| Bottnaryd 3:3                 | Stenkrets                   |              | Bottnaryd, Småland  |       | 57.777392, 13.857145 | 10057200030003 | Ladda upp en bild av detta fornminne |
| Bottnaryd 3:4                 | Stenkrets                   |              | Bottnaryd, Småland  |       | 57.777308, 13.856963 | 10057200030004 | Ladda upp en bild av detta fornminne |
| Bottnaryd 4:1                 | Stenkrets                   |              | Bottnaryd, Småland  |       | 57.781860, 13.856002 | 10057200040001 | Ladda upp en bild av detta fornminne |
| Bottnaryd 5:1                 | Stenkrets                   |              | Bottnaryd, Småland  |       | 57.798207, 13.864126 | 10057200050001 | Ladda upp en bild av detta fornminne |
| Bottnaryd 5:2                 | Stenkrets                   |              | Bottnaryd, Småland  |       | 57.798146, 13.864281 | 10057200050002 | Ladda upp en bild av detta fornminne |
| Bottnaryd 5:3                 | Stenkrets                   |              | Bottnaryd, Småland  |       | 57.798057, 13.864294 | 10057200050003 | Ladda upp en bild av detta fornminne |
| Bottnaryd 6:1                 | Stenkrets                   |              | Bottnaryd, Småland  |       | 57.769606, 13.833746 | 10057200060001 | Ladda upp en bild av detta fornminne |
| Bottnaryd 7:1                 | Stenkrets                   |              | Bottnaryd, Småland  |       | 57.757262, 13.840086 | 10057200070001 | Ladda upp en bild av detta fornminne |
| Bottnaryd 7:2                 | Stenkrets                   |              | Bottnaryd, Småland  |       | 57.757115, 13.840161 | 10057200070002 | Ladda upp en bild av detta fornminne |
| Bottnaryd 8:1                 | Stenkammargrav              |              | Bottnaryd, Småland  |       | 57.767051, 13.793839 | 10057200080001 | Ladda upp en bild av detta fornminne |
| Bottnaryd 9:1                 | Stenkrets                   |              | Bottnaryd, Småland  |       | 57.767599, 13.796100 | 10057200090001 | Ladda upp en bild av detta fornminne |
| Bottnaryd 9:2                 | Stenkrets                   |              | Bottnaryd, Småland  |       | 57.767670, 13.796193 | 10057200090002 | Ladda upp en bild av detta fornminne |
| Bottnaryd 9:3                 | Stenkrets                   |              | Bottnaryd, Småland  |       | 57.767550, 13.796233 | 10057200090003 | Ladda upp en bild av detta fornminne |
| Bottnaryd 16:1                | Röse                        |              | Bottnaryd, Småland  |       | 57.788874, 13.818404 | 10057200160001 | Ladda upp en bild av detta fornminne |
| Bottnaryd 17:1                | Stenkrets                   |              | Bottnaryd, Småland  |       | 57.791200, 13.793720 | 10057200170001 | Ladda upp en bild av detta fornminne |
| Bottnaryd 18:1                | Röse                        |              | Bottnaryd, Småland  |       | 57.751265, 13.861218 | 10057200180001 | Ladda upp en bild av detta fornminne |
| Bottnaryd 20:1                | Stenkrets                   |              | Bottnaryd, Småland  |       | 57.813485, 13.852684 | 10057200200001 | Ladda upp en bild av detta fornminne |
| Bottnaryd 23:1                | Stensättning                |              | Bottnaryd, Småland  |       | 57.802346, 13.795472 | 10057200230001 | Ladda upp en bild av detta fornminne |
| Bottnaryd 28:1                | Stenkammargrav              |              | Bottnaryd, Småland  |       | 57.742493, 13.783251 | 10057200280001 | Ladda upp en bild av detta fornminne |
| Bottnaryd 32:1                | Stensättning                |              | Bottnaryd, Småland  |       | 57.771914, 13.768180 | 10057200320001 | Ladda upp en bild av detta fornminne |
| Bottnaryd 32:2                | Stensättning                |              | Bottnaryd, Småland  |       | 57.772085, 13.767909 | 10057200320002 | Ladda upp en bild av detta fornminne |
| Bottnaryd 33:1                | Stenkrets                   |              | Bottnaryd, Småland  |       | 57.787736, 13.758291 | 10057200330001 | Ladda upp en bild av detta fornminne |
| Bottnaryd 33:2                | Stensättning                |              | Bottnaryd, Småland  |       | 57.787581, 13.758705 | 10057200330002 | Ladda upp en bild av detta fornminne |
| Bottnaryd 36:1                | Stenkrets                   |              | Bottnaryd, Småland  |       | 57.799962, 13.777077 | 10057200360001 | Ladda upp en bild av detta fornminne |
| Bottnaryd 36:2                | Grav markerad av sten/block |              | Bottnaryd, Småland  |       | 57.799848, 13.777060 | 10057200360002 | Ladda upp en bild av detta fornminne |
| Bottnaryd 36:3                | Grav markerad av sten/block |              | Bottnaryd, Småland  |       | 57.799688, 13.776971 | 10057200360003 | Ladda upp en bild av detta fornminne |
| Bottnaryd 36:4                | Grav markerad av sten/block |              | Bottnaryd, Småland  |       | 57.799605, 13.776814 | 10057200360004 | Ladda upp en bild av detta fornminne |
| Bottnaryd 40:1                | Stensättning                |              | Bottnaryd, Småland  |       | 57.813179, 13.754909 | 10057200400001 | Ladda upp en bild av detta fornminne |
| Bottnaryd 40:2                | Stensättning                |              | Bottnaryd, Småland  |       | 57.813184, 13.754352 | 10057200400002 | Ladda upp en bild av detta fornminne |
| Bottnaryd 40:3                | Stensättning                |              | Bottnaryd, Småland  |       | 57.812753, 13.754054 | 10057200400003 | Ladda upp en bild av detta fornminne |
| Bottnaryd 41:1                | Gravfält                    |              | Bottnaryd, Småland  |       | 57.820216, 13.753877 | 10057200410001 | Ladda upp en bild av detta fornminne |
| Bottnaryd 41:2                | Stensättning                |              | Bottnaryd, Småland  |       | 57.820082, 13.753028 | 10057200410002 | Ladda upp en bild av detta fornminne |
| Bottnaryd 42:1                | Röse                        |              | Bottnaryd, Småland  |       | 57.812284, 13.754729 | 10057200420001 | Ladda upp en bild av detta fornminne |
| Bottnaryd 43:1                | Stensättning                |              | Bottnaryd, Småland  |       | 57.827999, 13.760723 | 10057200430001 | Ladda upp en bild av detta fornminne |
| Bottnaryd 45:1                | Gravfält                    |              | Bottnaryd, Småland  |       | 57.837018, 13.750212 | 10057200450001 | Ladda upp en bild av detta fornminne |
| Bottnaryd 46:1                | Gravfält                    |              | Bottnaryd, Småland  |       | 57.831757, 13.942240 | 10057200460001 | Ladda upp en bild av detta fornminne |
| Bottnaryd 50:1                | Stensättning                |              | Bottnaryd, Småland  |       | 57.770410, 13.880036 | 10057200500001 | Ladda upp en bild av detta fornminne |
| Bottnaryd 51:1                | Stensättning                |              | Bottnaryd, Småland  |       | 57.779900, 13.924972 | 10057200510001 | Ladda upp en bild av detta fornminne |
| Bottnaryd 53:1                | Stensättning                |              | Bottnaryd, Småland  |       | 57.808892, 13.957275 | 10057200530001 | Ladda upp en bild av detta fornminne |
| Bottnaryd 53:2                | Stenkrets                   |              | Bottnaryd, Småland  |       | 57.808773, 13.957138 | 10057200530002 | Ladda upp en bild av detta fornminne |
| Bottnaryd 54:1                | Gravfält                    |              | Bottnaryd, Småland  |       | 57.801460, 13.967315 | 10057200540001 | Ladda upp en bild av detta fornminne |
| Bottnaryd 56:1                | Gravfält                    |              | Bottnaryd, Småland  |       | 57.828441, 13.867941 | 10057200560001 | Ladda upp en bild av detta fornminne |
| Bottnaryd 61:1                | Stenkrets                   |              | Bottnaryd, Småland  |       | 57.787120, 13.823034 | 10057200610001 | Ladda upp en bild av detta fornminne |
| Bottnaryd 68:1                | Hällristning                |              | Bottnaryd, Småland  |       | 57.790781, 13.946237 | 10057200680001 | Ladda upp en bild av detta fornminne |
| Bottnaryd 75:1                | Stensättning                |              | Bottnaryd, Småland  |       | 57.777270, 13.826601 | 10057200750001 | Ladda upp en bild av detta fornminne |
| Bottnaryd 75:2                | Stensättning                |              | Bottnaryd, Småland  |       | 57.777123, 13.826659 | 10057200750002 | Ladda upp en bild av detta fornminne |
| Bottnaryd 81:1                | Gravfält                    |              | Bottnaryd, Småland  |       | 57.790609, 13.952010 | 10057200810001 | Ladda upp en bild av detta fornminne |
| Bottnaryd 90:1                | Röse                        |              | Bottnaryd, Småland  |       | 57.839891, 13.747757 | 10057200900001 | Ladda upp en bild av detta fornminne |
| Bottnaryd 91:1                | Röse                        |              | Bottnaryd, Småland  |       | 57.839497, 13.749587 | 10057200910001 | Ladda upp en bild av detta fornminne |
| Bottnaryd 91:2                | Stenkrets                   |              | Bottnaryd, Småland  |       | 57.839399, 13.749617 | 10057200910002 | Ladda upp en bild av detta fornminne |
| Bottnaryd 91:3                | Stensättning                |              | Bottnaryd, Småland  |       | 57.839296, 13.749623 | 10057200910003 | Ladda upp en bild av detta fornminne |
| Bottnaryd 92:1                | Röse                        |              | Bottnaryd, Småland  |       | 57.839597, 13.751128 | 10057200920001 | Ladda upp en bild av detta fornminne |
| Bottnaryd 111:1               | Stenkrets                   |              | Bottnaryd, Småland  |       | 57.833386, 13.941679 | 10057201110001 | Ladda upp en bild av detta fornminne |
| Bottnaryd 119:1               | Stensättning                |              | Bottnaryd, Småland  |       | 57.811213, 13.753884 | 10057201190001 | Ladda upp en bild av detta fornminne |
| Bottnaryd 119:2               | Stensättning                |              | Bottnaryd, Småland  |       | 57.811342, 13.753770 | 10057201190002 | Ladda upp en bild av detta fornminne |
| Bottnaryd 121:1               | Röse                        |              | Bottnaryd, Småland  |       | 57.808321, 13.758665 | 10057201210001 | Ladda upp en bild av detta fornminne |
| Bottnaryd 122:1               | Röse                        |              | Bottnaryd, Småland  |       | 57.808955, 13.758192 | 10057201220001 | Ladda upp en bild av detta fornminne |
| Bottnaryd 125:1               | Stensättning                |              | Bottnaryd, Småland  |       | 57.836602, 13.764522 | 10057201250001 | Ladda upp en bild av detta fornminne |
| Bottnaryd 139:1               | Stensättning                |              | Bottnaryd, Småland  |       | 57.800631, 13.803925 | 10057201390001 | Ladda upp en bild av detta fornminne |
| Bottnaryd 139:2               | Stensättning                |              | Bottnaryd, Småland  |       | 57.800533, 13.803973 | 10057201390002 | Ladda upp en bild av detta fornminne |
| Bottnaryd 140:1               | Stensättning                |              | Bottnaryd, Småland  |       | 57.807551, 13.805679 | 10057201400001 | Ladda upp en bild av detta fornminne |
| Bottnaryd 140:2               | Stensättning                |              | Bottnaryd, Småland  |       | 57.807428, 13.805601 | 10057201400002 | Ladda upp en bild av detta fornminne |
| Bottnaryd 141:1               | Röse                        |              | Bottnaryd, Småland  |       | 57.808364, 13.808634 | 10057201410001 | Ladda upp en bild av detta fornminne |
| Bottnaryd 149:1               | Hällristning                |              | Bottnaryd, Småland  |       | 57.799552, 13.792908 | 10057201490001 | Ladda upp en bild av detta fornminne |
| Bottnaryd 149:2               | Hällristning                |              | Bottnaryd, Småland  |       | 57.799568, 13.792892 | 10057201490002 | Ladda upp en bild av detta fornminne |
| Bottnaryd 151:1               | Röse                        |              | Bottnaryd, Småland  |       | 57.828834, 13.845706 | 10057201510001 | Ladda upp en bild av detta fornminne |
| Bottnaryd 151:2               | Stensättning                |              | Bottnaryd, Småland  |       | 57.828759, 13.845838 | 10057201510002 | Ladda upp en bild av detta fornminne |
| Bottnaryd 151:3               | Röse                        |              | Bottnaryd, Småland  |       | 57.828680, 13.845682 | 10057201510003 | Ladda upp en bild av detta fornminne |
| Bottnaryd 151:4               | Röse                        |              | Bottnaryd, Småland  |       | 57.828586, 13.845624 | 10057201510004 | Ladda upp en bild av detta fornminne |
| Bottnaryd 154:1               | Stensättning                |              | Bottnaryd, Småland  |       | 57.826459, 13.843418 | 10057201540001 | Ladda upp en bild av detta fornminne |
| Bottnaryd 162:1               | Stensättning                |              | Bottnaryd, Småland  |       | 57.817533, 13.834933 | 10057201620001 | Ladda upp en bild av detta fornminne |
| Bottnaryd 165:1               | Stensättning                |              | Bottnaryd, Småland  |       | 57.810026, 13.828933 | 10057201650001 | Ladda upp en bild av detta fornminne |
| Bottnaryd 170:1               | Röse                        |              | Bottnaryd, Småland  |       | 57.788442, 13.817683 | 10057201700001 | Ladda upp en bild av detta fornminne |
| Bottnaryd 183:1               | Stensättning                |              | Bottnaryd, Småland  |       | 57.755002, 13.786613 | 10057201830001 | Ladda upp en bild av detta fornminne |
| Bottnaryd 197:1               | Stensättning                |              | Bottnaryd, Småland  |       | 57.733124, 13.797763 | 10057201970001 | Ladda upp en bild av detta fornminne |
| Bottnaryd 197:2               | Stensättning                |              | Bottnaryd, Småland  |       | 57.732693, 13.798275 | 10057201970002 | Ladda upp en bild av detta fornminne |
| Bottnaryd 200:1               | Stensättning                |              | Bottnaryd, Småland  |       | 57.779592, 13.814055 | 10057202000001 | Ladda upp en bild av detta fornminne |
| Bottnaryd 233:1               | Stensättning                |              | Bottnaryd, Småland  |       | 57.774149, 13.771934 | 10057202330001 | Ladda upp en bild av detta fornminne |
| Bottnaryd 237:1               | Röse                        |              | Bottnaryd, Småland  |       | 57.755764, 13.869150 | 10057202370001 | Ladda upp en bild av detta fornminne |
| Bottnaryd 237:2               | Röse                        |              | Bottnaryd, Småland  |       | 57.755724, 13.869309 | 10057202370002 | Ladda upp en bild av detta fornminne |
| Bottnaryd 237:3               | Röse                        |              | Bottnaryd, Småland  |       | 57.755701, 13.869496 | 10057202370003 | Ladda upp en bild av detta fornminne |
| Bottnaryd 241:1               | Röse                        |              | Bottnaryd, Småland  |       | 57.795687, 13.893478 | 10057202410001 | Ladda upp en bild av detta fornminne |
| Bottnaryd 243:1               | Stensättning                |              | Bottnaryd, Småland  |       | 57.792406, 13.891260 | 10057202430001 | Ladda upp en bild av detta fornminne |
| Bottnaryd 244:1               | Röse                        |              | Bottnaryd, Småland  |       | 57.800152, 13.900087 | 10057202440001 | Ladda upp en bild av detta fornminne |
| Bottnaryd 247:1               | Röse                        |              | Bottnaryd, Småland  |       | 57.801132, 13.900384 | 10057202470001 | Ladda upp en bild av detta fornminne |
| Bottnaryd 248:1               | Röse                        |              | Bottnaryd, Småland  |       | 57.799276, 13.903887 | 10057202480001 | Ladda upp en bild av detta fornminne |
| Bottnaryd 249:1               | Röse                        |              | Bottnaryd, Småland  |       | 57.798029, 13.904446 | 10057202490001 | Ladda upp en bild av detta fornminne |
| Bottnaryd 249:2               | Röse                        |              | Bottnaryd, Småland  |       | 57.797853, 13.904379 | 10057202490002 | Ladda upp en bild av detta fornminne |
| Bottnaryd 249:3               | Stensättning                |              | Bottnaryd, Småland  |       | 57.797675, 13.904143 | 10057202490003 | Ladda upp en bild av detta fornminne |
| Bottnaryd 322:1               | Stensättning                |              | Bottnaryd, Småland  |       | 57.769067, 13.790756 | 10057203220001 | Ladda upp en bild av detta fornminne |
| Bottnaryd 325:1               | Grav markerad av sten/block |              | Bottnaryd, Småland  |       | 57.763724, 13.833194 | 10057203250001 | Ladda upp en bild av detta fornminne |
| Bottnaryd 333:1               | Gravfält                    |              | Bottnaryd, Småland  |       | 57.744108, 13.862975 | 10057203330001 | Ladda upp en bild av detta fornminne |
| Bottnaryd 344:1               | Röse                        |              | Bottnaryd, Småland  |       | 57.748793, 13.856821 | 10057203440001 | Ladda upp en bild av detta fornminne |
| Bottnaryd 351:1               | Röse                        |              | Bottnaryd, Småland  |       | 57.790224, 13.829124 | 10057203510001 | Ladda upp en bild av detta fornminne |
| Bottnaryd 351:2               | Stenkrets                   |              | Bottnaryd, Småland  |       | 57.790104, 13.828861 | 10057203510002 | Ladda upp en bild av detta fornminne |
| Bottnaryd 351:3               | Stensättning                |              | Bottnaryd, Småland  |       | 57.789955, 13.828585 | 10057203510003 | Ladda upp en bild av detta fornminne |